# Cgs-systeem
Het cgs-systeem of cgs-stelsel, voluit het centimeter-gram-seconde-systeem, is een grotendeels in onbruik geraakt  eenhedenstelsel voor natuurkundige eenheden. Het stelsel is altijd hetzelfde voor de mechanische eenheden, maar voor de elektrische eenheden bestaan er verschillende varianten. Het stelsel werd vervangen door het mks (meter-kilogram-seconde) stelsel, dat op zijn beurt weer vervangen werd door het SI-stelsel, dat gebaseerd is op de drie basiseenheden van het mks plus de eenheden ampère, mol, candela en kelvin.
De mechanische cgs-eenheden zijn:
| Dimensie    | Eenheid         | Definitie                      | SI          |
| ----------- | --------------- | ------------------------------ | ----------- |
| lengte      | centimeter      | 1 cm                           | = 10−2 m    |
| massa       | gram            | 1 g                            | = 10−3 kg   |
| tijd        | seconde         | 1 s                            | 1 s         |
| kracht      | dyne            | 1 dyn = 1 g·cm/s²              | = 10−5 N    |
| energie     | erg             | 1 erg = 1 g·cm²/s²             | = 10−7 J    |
| vermogen    | erg per seconde | 1 erg/s = 1 g·cm²/s³           | = 10−7 W    |
| druk        | barye           | 1 Ba = 1 dyn/cm² = 1 g/(cm·s²) | = 10−1 Pa   |
| viscositeit | poise           | 1 P = 1 g/(cm·s)               | = 10−1 Pa·s |

De geschiedenis van het stelsel gaat terug tot 1832 toen het werd opgesteld door de Duitse wiskundige Carl Friedrich Gauss. In 1874 werd het stelsel uitgebreid met elektromagnetische eenheden door de Britse fysici James Clerk Maxwell en William Thomson. De grootte van veel cgs-eenheden bleek in de praktijk echter onhandig in het gebruik en daarom raakte het cgs-eenhedenstelsel nooit in algemeen gebruik, behalve in de elektrodynamica, en werd het vanaf de jaren 1880 langzamerhand vervangen door het in de praktijk handigere mks (meter kilogram seconde) stelsel dat halverwege de 20e eeuw het cgs-stelsel grotendeels vervangen had.
De cgs-eenheden worden nog af en toe in technische literatuur over elektrodynamica gebruikt en, met name in de Verenigde Staten, regelmatig in de astronomie. De SI-eenheden werden zodanig gekozen dat de elektromagnetische vergelijkingen met bollen de term 4π bevatten, die met spoelen 2π bevatten en die met rechte draden helemaal geen π bevatten, hetgeen de gemakkelijkste keuze is voor elektrotechnische toepassingen. In die gebieden waar formules met bollen domineren (zoals in de astronomie) kan het zijn dat het cgs-systeem net iets handiger is dan het SI.
Vanaf de internationale aanvaarding van de mks-standaard in de jaren 1940 en het SI in de jaren 1960 is het technische gebruik van het cgs langzamerhand wereldwijd verdwenen, in de Verenigde Staten iets langzamer dan in de rest van de wereld. Vandaag de dag worden de cgs-eenheden niet langer toegestaan in de meeste wetenschappelijke tijdschriften en boeken, hoewel ze in de sterrenkunde nog gebruikelijk zijn.
De eenheden gram en centimeter bleven handig binnen het SI, in het bijzonder voor natuurkundige en scheikundige voorbeeldexperimenten waarbij ze goed passen bij de kleine schalen waarop de experimenten worden uitgevoerd. Vanwege dit gebruik worden ze soms lab-eenheden genoemd.

## Elektromagnetische eenheden
Terwijl voor de meeste eenheden de verschillen tussen cgs- en SI-eenheden slechts machten van 10 zijn, zijn de verschillen bij de elektromagnetische eenheden veel groter. Zoveel zelfs dat de formules voor de fysische wetten van de elektromagnetisme afhangen van het gebruikte eenhedenstelsel.
Binnen het SI wordt de ampère gedefinieerd via de kracht die een elektrische stroom uitoefent op nabije ladingen en wordt lading gedefinieerd als de stroom maal de tijd.
In één variant van het cgs-systeem (het esu, oftewel electrostatic units) wordt een elektrische lading gedefinieerd via de kracht die deze lading uitoefent op andere ladingen en wordt stroom dan gedefinieerd als lading per tijdseenheid. Een gevolg hiervan is dat de wet van Coulomb geen evenredigheidsconstante meer bevat. Specifiek betekent dit dat in het cgs esu de eenheid van lading, oftewel de statcoulomb, zodanig is gedefinieerd dat de constante van Coulomb de waarde 1 krijgt. Dus voor twee puntladingen van elk 1 statcoulomb die 1 centimeter van elkaar verwijderd zijn, geldt dat de onderlinge elektrostatische kracht per definitie gelijk zal zijn aan 1 dyne. Dit heeft ook als gevolg dat een aparte dimensie of fundamentele eenheid voor elektrische lading wordt geëlimineerd. In het cgs esu is de statcoulomb hetzelfde als een centimeter maal de wortel van de kracht. Dimensioneel gezien is de eenheid van lading in het cgs esu equivalent aan g1/2 cm3/2 s−1.
Terwijl de proportionaliteitsconstanten in het cgs de theoretische berekeningen vereenvoudigen, is het nadeel dat de eenheden moeilijk met behulp van experimenten zijn te definiëren. Het SI daarentegen heeft een eenheid van stroom, de ampère, die eenvoudig bepaald kan worden met behulp van experimenten, maar als gevolg heeft dat de proportionaliteitsconstanten in de elektromagnetische vergelijkingen vreemde waarden krijgen.
Het relateren van elektromagnetische verschijnselen aan lengte, tijd en massa berust op de krachten die inwerken op ladingen. Er is sprake van twee fundamentele wetten: de wet van Coulomb die de elektrostatische kracht tussen ladingen beschrijft en de wet van Ampère die de elektromagnetische kracht tussen stromen beschrijft. Elke van dezen bevat een proportionaliteitsconstante k1 of k2. De statische definitie van magnetische velden maakt gebruik van een derde proportionaliteitsconstante {\displaystyle \alpha ={\frac {1}{c{\sqrt {\mu _{0}\epsilon _{0}}}}}}. De eerste twee constanten zijn aan elkaar gerelateerd via de lichtsnelheid c: de ratio van k1 over k2 moet gelijk zijn aan c2. Er zijn verschillende keuzes mogelijk voor de constantes:
| k1         | k2         | α   | stelsel         |
| ---------- | ---------- | --- | --------------- |
| 1          | c−2        | 1   | cgs (esu)       |
| c2         | 1          | 1   | cgs (emu)       |
| 1          | c−2        | c−1 | cgs (Gaussisch) |
| (4·π·ε0)−1 | µ0·(4·π)−1 | 1   | SI              |

Op een gegeven moment waren er veel stelsels in gebruik voor elektromagnetische eenheden, waarvan de meesten gebaseerd zijn op het cgs. Hieronder valt het emu ("elektromagnetic units") dat zodanig gekozen is dat de wet van Biot-Savart geen proportionaliteitsconstante krijgt. Andere stelsels zijn het Gaussische eenhedenstelsel en het Heaviside-Lorentz eenhedenstelsel. Bij de Gaussische cgs hebben de elektrische en magnetische velden dezelfde eenheden, is 4πε0 gelijk aan 1 en is de lichtsnelheid c de enige dimensionele constante. Het Heaviside-Lorentz-stelsel heeft deze eigenschappen ook (met ε0 gelijk aan 1), maar is een gerationaliseerd stelsel (zoals in het SI) waarin de ladingen en velden zodanig zijn gedefinieerd dat er veel minder factoren 4π in de formules verschijnen. Met Heaviside-Lorentz-eenheden krijgen de Maxwellvergelijkingen hun eenvoudigste vorm.
Nog verder complicerend is het feit dat sommige fysici en technologen in de Verenigde Staten bastaardeenheden gebruiken zoals volt per centimeter voor het elektrisch veld. Dit kan echter ook gezien worden als een toepassing van de eerder genoemde lab-eenheden, omdat elektrische velden bij kleine circuits gemeten worden over afstanden in de orde van 1 centimeter.
| Dimensie                                  | Eenheid                                                | Definitie                            | SI                           |
| ----------------------------------------- | ------------------------------------------------------ | ------------------------------------ | ---------------------------- |
| lading                                    | elektrostatische ladingseenheid, franklin, statcoulomb | 1 esu = 1 statC = 1 Fr = √(g·cm³/s²) | = 3,33564 × 10−10 C          |
| elektrische stroom                        |                                                        | 1 esu/s                              | = 3,33564 × 10−10 C/s        |
| elektrische potentiaal                    | statvolt                                               | 1 statV = 1 erg/esu                  | = 299,792458 V               |
| elektrisch veld                           |                                                        | 1 statV/cm = 1 dyn/esu               | = 2,99792458 × 104 V/m       |
| magnetische veldsterkte H                 | oersted                                                | 1 Oe = 1 dyn/Mx                      | = 1000/(4π) A/m = 79,577 A/m |
| magnetische flux                          | maxwell                                                | 1 Mx = 1 G·cm²                       | = 10−8 Wb                    |
| magnetische inductie B                    | gauss                                                  | 1 G = 1 Fr/cm² = 1 statV/cm          | = 10−4 T                     |
| magnetomotorische kracht of magnetisering | gilbert                                                | 1 Gb = 1 Oe·cm                       | = 10/(4π) A = 0,79577 A      |
| weerstand                                 |                                                        | 1 s/cm                               | = 8,988 × 1011 Ω             |
| soortelijke weerstand                     |                                                        | 1 s                                  | = 8,988 × 109 Ω·m            |
| capaciteit                                |                                                        | 1 cm                                 | = 1,113 × 10−12 F            |
| zelfinductie                              | statH                                                  | 1 s²/cm                              | = 8,988 × 1011 H             |